# Йоганн Баптист Австрійський
Ерцгерцог Йоганн Австрійський (нім. Johann von Österreich), повне ім'я Йоганн Баптист Йозеф Фабіан Себастьян (нім. Johann Baptist Josef Fabian Sebastian; 20 січня 1782, Флоренція — 11 травня 1859, Грац) — ерцгерцог Австрійський, австрійський фельдмаршал, російський генерал-фельдмаршал, син імператора Леопольда II і іспанської інфанти Марії-Луїзи, брат Франца II.

## Біографія
З дитинства вивчав військову справу, вважався найталановитішим серед братів. З 1795 року шеф 1-го драгунського полку. Неодноразово брав участь у наполеонівських війнах. Попри визначну особисту хоробрість, не раз зазнавав поразок від французьких генералів (в 1800 році — при Гогенліндені).

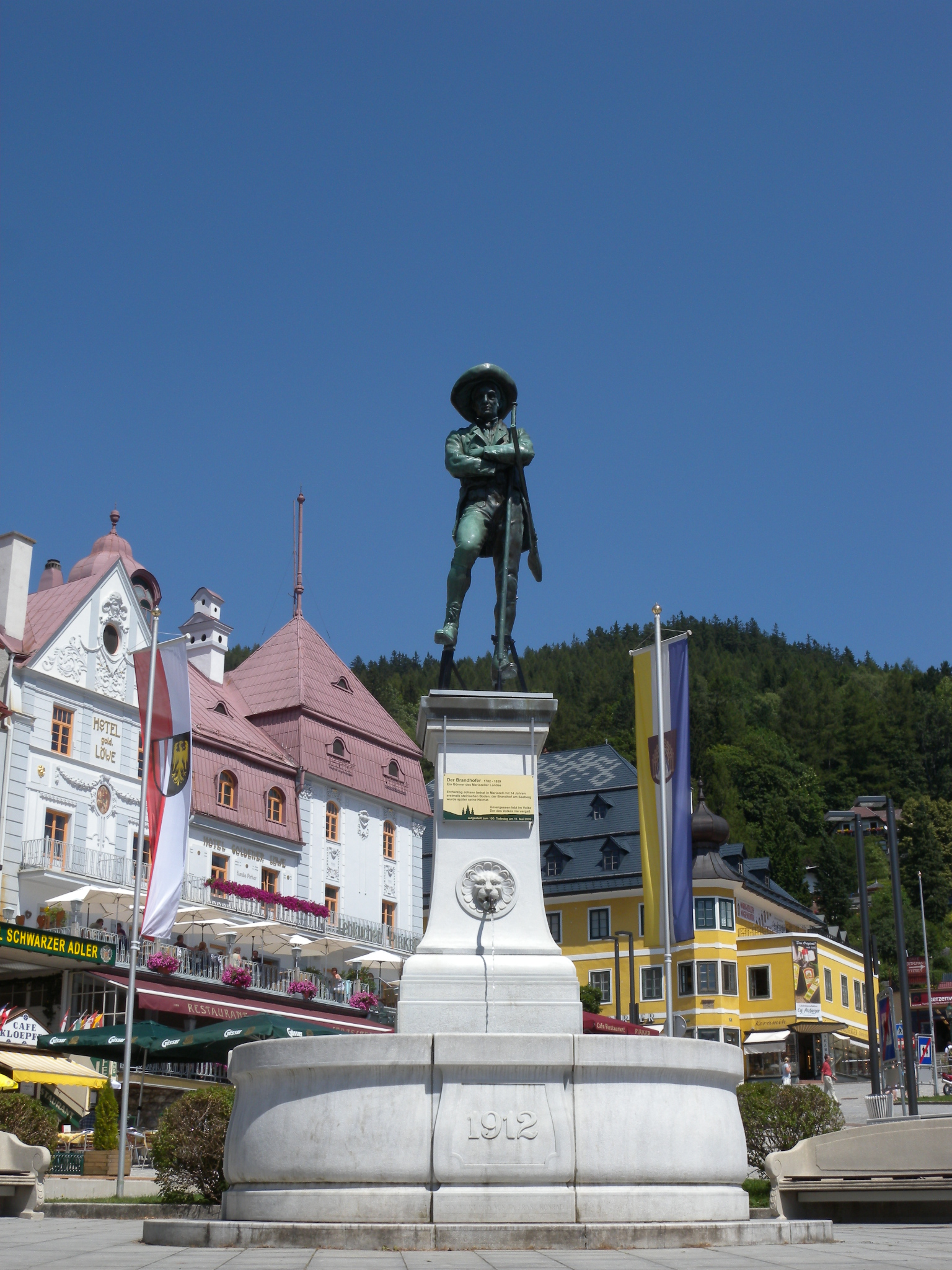
Пам'ятник у Маріацелле

На початку кампанії 1809 року захопив зненацька війська Ежена Богарне і завдав їм поразки при Сачіле. Але після звістки про поразку австрійців у Німеччині та підході до Богарне підкріплення на чолі з Е. Макдональдом відступив у Піаве і Тальменто, а потім був відкинутий за Норичські Альпи. Відступивши до Раабу, він зайняв неприступну позицію, але 14 червня був вибитий з неї Богарне. Під час битви при Ваграмі знаходився в районі Маршега і прибув на поле бою, коли основні сили австрійців були вже розбиті.
Головним центром його діяльності був Тіроль, де він готував народ до повстання проти французів. У 1815 році, командуючи австрійською резервною армією, взяв фортецю Гюнінген. Після закінчення військових дій був призначений головним директором інженерної частини. Займався історією і природознавством, об'їхав з кінця в кінець Тіроль, Штирію, Каринтію, зібрав багаті природно-історичні та археологічні колекції, якими збагатив Інсбрукський університет і дав можливість фахівцям, які його супроводжували весь цей край в історичному, етнографічному та економічному відношеннях. Він дбав також про поліпшення системи укріплень і про доцільне будівництво мережі сухопутних і водяних шляхів.
29 серпня 1835 року був нагороджений орденом Св. Андрія Первозванного.
У 1823 році ерцгерцог Йоганн не зважаючи на незадоволення родичів взяв морганатичний шлюб з простолюдинкою — дочкою тірольського поштмейстера Ганні Плохль (1804—1885), якій було дозволено прийняти спочатку титул баронеси фон Брандхофен (4 липня 1834 р.), а потім графині фон Меран (29 квітня 1844 р.). Цей титул носив і їх син Франц Людвіг, потомство якого продовжується і до тепер (серед них — диригент Ніколаус Арнонкур). Після опали, викликаної цим шлюбом, ерцгерцог знову висунувся на політичну арену з початком революційних подій 1848 року. Імператор Фердинанд, залишивши Відень, призначив його своїм намісником; Франкфуртські національні збори обрали його імперським вікарієм; на цій посаді він залишався до 20 грудня 1849 року.
У Граці йому в 1878 році поставлений пам'ятник. Зображений на австрійських поштових марках 1959 і 1984 року.

## Нагороди
- Орден Золотого руна (1792)
- Військовий орден Марії Терезії, великий хрест (1809)
- Військовий орден Марії Терезії, командорський хрест (1805)
- Королівський угорський орден Святого Стефана, великий хрест
- Австрійський орден Леопольда, великий хрест (1809)
- Орден Святого Губерта (Баварське королівство)
- Орден Вірності (Велике герцогство Баденське)
- Орден Леопольда I, великий хрест (Бельгія)
- Орден «За військові заслуги», великий хрест (Вюртемберзьке королівство)
- Орден Людвига, великий хрест (Велике герцогство Гессенське)
- Орден Спасителя, великий хрест (Грецьке королівство)
- Орден Нідерландського лева, великий хрест (Нідерланди)
- Орден Заслуг герцога Петра-Фрідріха-Людвига, великий хрест (Велике герцогство Ольденбурзьке)
- Орден Чорного орла (Пруссія)
- Орден Червоного орла, 1-го класу (Пруссія)
- Орден Андрія Первозванного (Росія, 29.08(10.09).1835)
- Орден Святого Олександра Невського (Росія, 29.08(10.09).1835)
- Орден Білого орла (Росія, 29.08(10.09).1835)
- Орден Святої Анни 1-го ступеня (Росія, 29.08(10.09).1835)
- Орден дому Саксен-Ернестіне, великий хрест (Герцогства Саксен-Альтенбург, Саксен-Кобург-Гота, Саксен-Мейнінген)
- Орден Рутової корони (Саксонське королівство)